# Hortsang Jigme
Hortsang Jigme (né en 1967, tibétain : ཧོར་གཙང་འཇིགས་མེད, Wylie : Hor-gtsan-'jigs-med) est un historien, écrivain, poète, député et rédacteur en chef tibétain. 

## Biographie
Hortsang Jigme est né en 1967 dans l'Amdo. Il a été moine au monastère de Labrang.
Entre  1980 et 1985, il a étudié la philosophie du bouddhisme tibétain au monastère de Tashikhyl, puis à l'université des études bouddhistes du Gansu. 
Il a ensuite étudié à Pékin pendant 2 ans. Depuis 1992, il vit à Dharamsala en Inde, où il a fondé les éditions Youtse. Il a enseigné à l'Institut de médecine et d'astrologie tibétaine entre 1993 et 1996.
Il a dirigé le Literary and Cultural Research Centre de l'Institut Norbulingka entre 1997 et 1999. 
Il est l'auteur de 6 volumes de poésie en tibétain, d'une autobiographie en anglais (Under the Blue Sky).
Hortsang Jigme est le rédacteur en chef de la revue mensuelle tibétaine Norde, du magazine Nor-Oe et du journal bi-annuel Norzod. 
Il est le président du Dhomey Central Executive Committee.
Il a été élu aux 12e et 13e Assemblées du Parlement tibétain en exil.
Hortsang Jigme est l'auteur d'une histoire de l'Amdo en 6 volume, un ouvrage qui n'est pas encore disponible en anglais.
En tant qu'historien, il a participé au film documentaire Angry Monk - Réflexions sur le Tibet. 
Il est célèbre dans la diaspora tibétaine pour son appel à retourner au Tibet pour résoudre la question du Tibet.

## Publications
- Under the Blue Sky : An Invisible Small Corner of the World, Elia Sinaiko, traduit par Lobsang Dawa et Gussje de Schot, 1998, (ASIN B002A2NHX8)

- Tibetan Literature in the Diaspora traduit par  Lauran R. Hartley

- (bo) Hor-gtsan-'jigs-med-kyi sñaṅ rtsom phyogs bsgrigs: Cha mi sñoms pa'i 'jig rten ; 1991-1992, Volume 3, 1994

- (bo) Hor-gtsan-'jigs-med-kyi sñaṅ rtsom phyogs bsgrigs: Ches mtha' mjug gi sñiṅ khrag ; 1993-1994, Volume 4, 1994

- (bo) Hor-gtsan-'jigs-med-kyi sñaṅ rtsom phyogs bsgrigs: Rkaṅ drug myos pa'i glu dbyaṅs ; 1987-1988, Volume 1, 1994

- (bo) Hor-gtsan-'jigs-med-kyi sñaṅ rtsom phyogs bsgrigs: Lhag bsam zla ba'i 'dzum rlabs ; 1989-1990, Volume 2, 1994

### Poèmes
- The Character to be Discarded